# Caryomyia leviglobus
Caryomyia leviglobus är en tvåvingeart som beskrevs av Gagne 2008. Caryomyia leviglobus ingår i släktet Caryomyia och familjen gallmyggor. Inga underarter finns listade i Catalogue of Life.